# Representante permanente de Rusia ante las Naciones Unidas
El representante permanente de Rusia ante las Naciones Unidas es el titular de la misión diplomática de la Federación de Rusia ante la sede de la Organización de las Naciones Unidas en la ciudad de Nueva York.
El embajador se encarga de representar a Rusia en el Consejo de Seguridad de las Naciones Unidas y en las reuniones ordinarias de la Asamblea General de las Naciones Unidas, excepto en algunas cuando están presentes los más altos funcionarios de Rusia (Presidente de Rusia o Ministro de Asuntos Exteriores). Como todos los embajadores rusos, la persona es nominada por el presidente y confirmada por el Consejo de la Federación.
Vasily Nebenzya fue nominado por el presidente Vladímir Putin y fue confirmado por el Consejo de la Federación. Ocupa el cargo desde el 27 de julio de 2017.

## Historia
La misión permanente de la Unión Soviética ante las Naciones Unidas en Nueva York se estableció al entrar en vigor la Carta de las Naciones Unidas, el 24 de octubre de 1945. En abril de 1945, su personal fue aprobado por decreto del Consejo de Ministros de la Unión Soviética.
En diciembre de 1991, la misión soviética fue sucedida por la misión de la Federación de Rusia, que ocupó su banca en el Consejo de Seguridad. El 29 de septiembre de 1999, el presidente ruso aprobó el decreto que estableció las "Disposiciones de la Misión Permanente de la Federación de Rusia ante organizaciones internacionales".

## Lista de embajadores

### De la Unión Soviética
| #  | Imagen                  | Nombre            | Nombramiento        | Presentación de credenciales | Fin                                            | Secretario General de la ONU | Jefe de Estado |
| -- | ----------------------- | ----------------- | ------------------- | ---------------------------- | ---------------------------------------------- | ---------------------------- | -------------- |
| 1  |                         | Andréi Gromyko    | 10 de abril de 1946 |                              | mayo de 1948                                   | Trygve Lie                   | Iósif Stalin   |
| 2  |                         | Yakov Malik       | mayo de 1948        |                              | octubre de 1952                                | Trygve Lie                   | Iósif Stalin   |
| 3  |                         | Valerian Zorin    | octubre de 1952     |                              | marzo de 1953                                  | Trygve Lie                   | Iósif Stalin   |
| 3  | Dag Hammarskjöld        | Valerian Zorin    | octubre de 1952     |                              | marzo de 1953                                  |                              | Iósif Stalin   |
| 4  |                         | Andréi Vyshinski  | marzo de 1953       |                              | 22 de noviembre de 1954 (Falleció en el cargo) | Gueorgui Malenkov            |                |
| 4  | Nikita Jrushchov        | Andréi Vyshinski  | marzo de 1953       |                              | 22 de noviembre de 1954 (Falleció en el cargo) |                              |                |
| 5  |                         | Arkady Sobolev    | 1955                | 12 de abril 1955             | 1960                                           |                              |                |
| 6  |                         | Valerian Zorin    | 1960                |                              | 1963                                           |                              |                |
| 6  | U Thant                 | Valerian Zorin    | 1960                |                              | 1963                                           |                              |                |
| 7  |                         | Nikolái Fedorenko | 1963                | 7 de enero de 1963           | 1968                                           |                              |                |
| 7  | Leonid Brézhnev         | Nikolái Fedorenko | 1963                | 7 de enero de 1963           | 1968                                           |                              |                |
| 8  |                         | Yakov Malik       | 1968                |                              | noviembre de 1976                              |                              |                |
| 8  | Kurt Waldheim           | Yakov Malik       | 1968                |                              | noviembre de 1976                              |                              |                |
| 9  |                         | Oleg Troianovski  | noviembre de 1976   | 6 de enero de 1977           | marzo de 1986                                  |                              |                |
| 9  | Javier Pérez de Cuéllar | Oleg Troianovski  | noviembre de 1976   | 6 de enero de 1977           | marzo de 1986                                  | Yuri Andrópov                |                |
| 9  | Javier Pérez de Cuéllar | Oleg Troianovski  | noviembre de 1976   | 6 de enero de 1977           | marzo de 1986                                  | Konstantín Chernenko         |                |
| 9  | Javier Pérez de Cuéllar | Oleg Troianovski  | noviembre de 1976   | 6 de enero de 1977           | marzo de 1986                                  | Mijaíl Gorbachov             |                |
| 10 | Javier Pérez de Cuéllar |                   | Yuri Dubinin        | marzo de 1986                | 20 de marzo de 1986                            | mayo de 1986                 |                |
| 11 | Javier Pérez de Cuéllar |                   | Aleksandr Belonogov | 1986                         |                                                | 1990                         |                |
| 12 | Javier Pérez de Cuéllar |                   | Yuli Vorontsov      | 1990                         | 22 de mayo de 1990                             | 25 de diciembre de 1991      |                |

### De la Federación Rusa
| #  | Imagen                | Nombre          | Nombramiento            | Presentación de credenciales | Fin                   | Secretario General de la ONU | Presidente                                   |
| -- | --------------------- | --------------- | ----------------------- | ---------------------------- | --------------------- | ---------------------------- | -------------------------------------------- |
| 12 |                       | Yuli Vorontsov  | 26 de diciembre de 1991 | —                            | 7 de julio de 1994    | Javier Pérez de Cuéllar      | Boris Yeltsin                                |
| 12 | Boutros Boutros-Ghali | Yuli Vorontsov  | 26 de diciembre de 1991 | —                            | 7 de julio de 1994    |                              | Boris Yeltsin                                |
| 13 |                       | Serguéi Lavrov  | 7 de julio de 1994      | 22 de septiembre de 1994     | 12 de julio de 2004   |                              | Boris Yeltsin                                |
| 13 | Kofi Annan            | Serguéi Lavrov  | 7 de julio de 1994      | 22 de septiembre de 1994     | 12 de julio de 2004   | Vladímir Putin               |                                              |
| 14 | Kofi Annan            |                 | Andréi Denísov          | 12 de julio de 2004          | 3 de agosto de 2004   | Vladímir Putin               | 8 de abril de 2006                           |
| 15 | Kofi Annan            |                 | Vitali Churkin          | 8 de abril de 2006           | 1 de mayo de 2006     | Vladímir Putin               | 20 de febrero de 2017 (falleció en el cargo) |
| 15 | Ban Ki-moon           | Dmitri Medvédev | Vitali Churkin          | 8 de abril de 2006           | 1 de mayo de 2006     |                              | 20 de febrero de 2017 (falleció en el cargo) |
| 15 | António Guterres      | Vladímir Putin  | Vitali Churkin          | 8 de abril de 2006           | 1 de mayo de 2006     |                              | 20 de febrero de 2017 (falleció en el cargo) |
| —  | António Guterres      | Vladímir Putin  |                         | Piotr Ilichov (interino)     | 20 de febrero de 2017 | —                            | 26 de julio de 2017                          |
| 16 | António Guterres      | Vladímir Putin  |                         | Vasily Nebenzya              | 27 de julio de 2017   | 28 de julio de 2017          | en el cargo                                  |